# Hercules Sanders
Hercules Sanders, attesato anche come Herkules (Amsterdam, 1606 – Amsterdam, 19 marzo 1666), è stato un pittore olandese, esponente del secolo d'oro olandese.

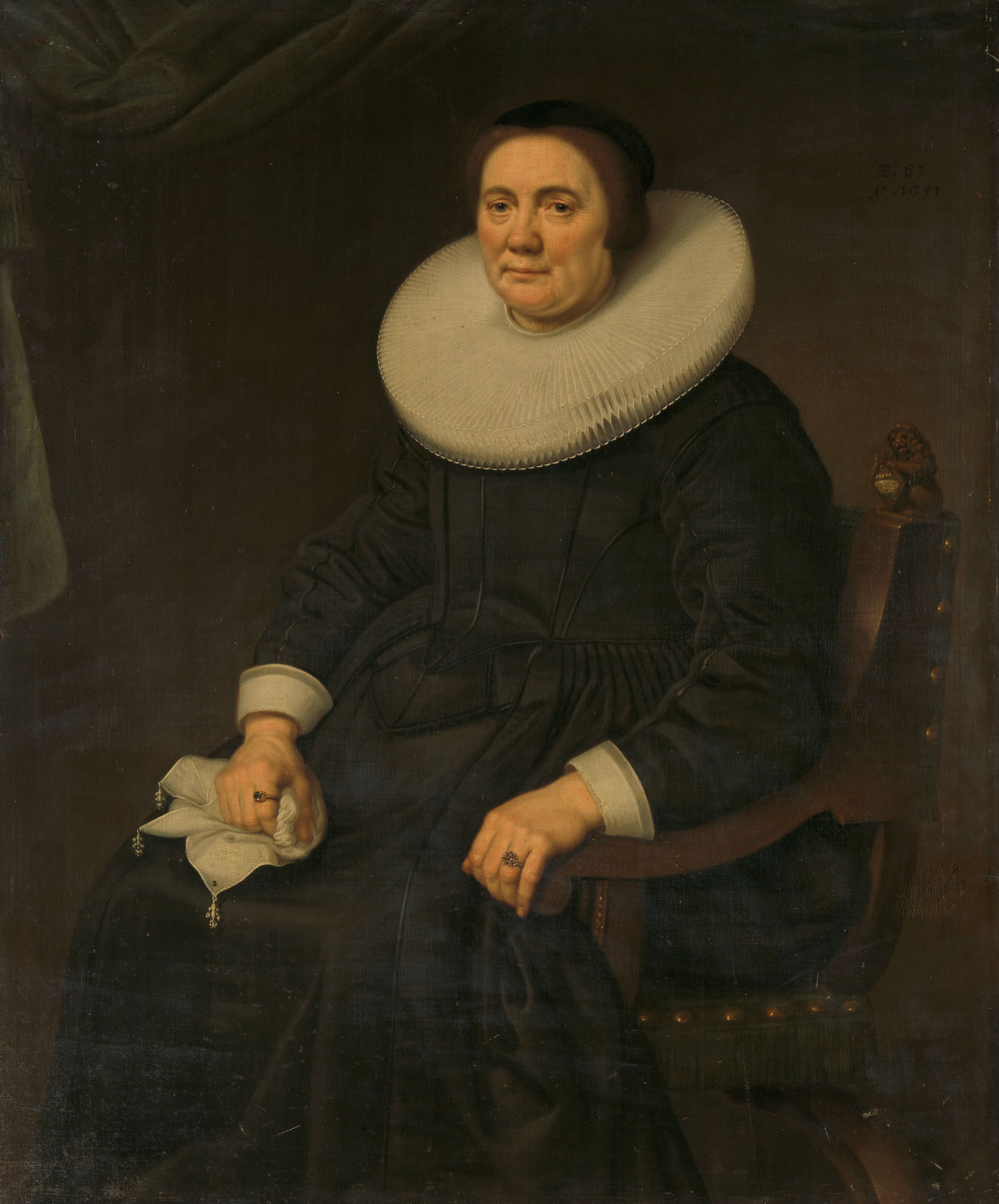
Ritratto di una donna, olio su tela, (1651) - Rijksmuseum.

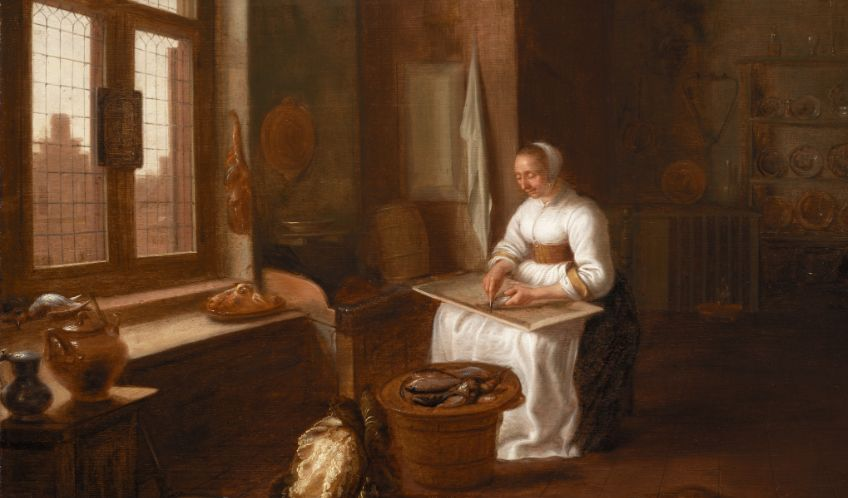
Donna che pulisce il pesce, olio su tela, (1647) - Detroit Institute of Arts.

Specializzato nella ritrattistica, visse ed operò ad Amsterdam. Dalla scarsa documentazione pervenutaci risulta che nel 1653 viveva in Kalverstraat, al momento della sua morte in Anjeliersstraat e che fu sepolto nel cimitero Karthuizen Kerkhof.